# Abu Nácer Muscã
Abu Nácer Almançor ibne Muscã ou Moscã (em persa: ابو نصر منصور بن مُشكان‎; romaniz.: Abu Nasr Mansur ibn Muškan / Moškan), melhor conhecido só como Abu Nácer Muscã ou Moscã, foi um chefe da chancelaria do Império Gasnévida (977–1086) sob Mamude (r. 998–1030) e Maçude I (r. 1030–1040) de 1011/12 até sua morte em 1039/40.

## Vida

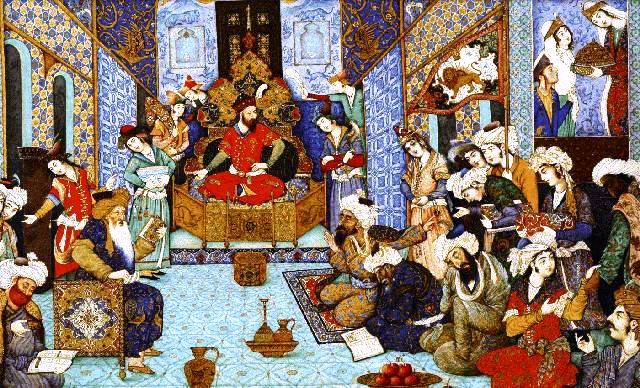
Iluminura do século XIV de Mamude r. e sua corte

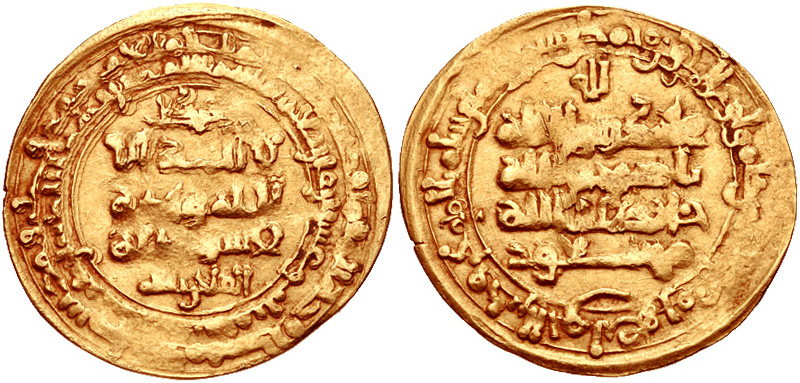
Dinar de r.

Muscã nasceu em alguma lugar desconhecido no século X. Seu nome Almançor só é registrado no Tatemmat al-yatīma e Ḵāṣṣ al-ḵāṣṣ de Talibi, enquanto os nisbas Azuzani Alcafi (al-Zūzanī al-Ḵᵛāfī) só aparecem no Moǰmal-e faṣīḥī. A principal e mais rica fonte sobre sua vida, a História de Baiaqui de Abu Alfadle Baiaqui, o nomeia Abu Nácer Muscã. Segundo a obra, preservada em fragmentos citados por autores póstumos, por toda sua carreira desfrutou da mais alta estima, confiança e apoio de seus patronos, a quem serviu como chefe do secretariado árabe e persa, sábio e conselheiro. Foi descrito como honesto, providente e corajoso, que tinha pleno domínio de regras e requisitos tácitos da corte e estava ciente das intrigas e armadilhas. Diz-se que Mamude relevou-o intimamente que desejava se casar com a irmã de Aiaz e buscou seu conselho. Já segundo Moǰmal-e faṣīḥī, em 1029, Mamude lhe ofereceu o posto de vizir, mas recusou. Quando Mamude cobrou impostos dos habitantes de Balque (Bactro) para manter seu jardim, Muscã o reprovou e o fez parar. Também o teria informado de suas dúvidas sobre a nomeação de Maomé como sucessor.
Quando Maçude ascendeu ao trono, Muscã desconfiou dos recém-chegados e relutou em continuar seu trabalho, mas foi apoiado pelo sultão, que insistiu em se beneficiar de sua experiência e capacidade. Muscã trabalhou em conformidade com o grão-vizir Maimandi e muitas vezes salvou Maçude do constrangimento, como por exemplo no complô para assassinar Altuntas. Em várias ocasiões, Muscã não esteve satisfeito com os métodos e políticas de Maçude, e embora foi sempre leal, não parece ter tolerado abusos. Em certa ocasião, repreendeu um oficial que meramente cumpriu as ordens sultanais e em outra, matou um ex-governador. Baiaqui coloca que Muscã alertou Maçude sobre todos eventos que culminaram em derrotas para si, como quando criticou a maneira como lidou com as hordas turcomanas que penetraram o Coração no período. Maçude, apesar dos atritos, demonstrou reverência e lamentou sua morte, que ocorreu em 1039/40. Foi enterrado em Gásni. Baiaqui esteve em posse de um livro chamado Maqāmāt-e Abū Naṣr-e Moškān, que consistiu numa coleção de todos os relatos vindos e / ou relacionados a Muscã. Mais que isso, preservou várias cartas oficiais escritas em persa e árabe. A eloquência de Muscã também foi lembrada por Talibi, que citou vários de seus versos árabes e várias frases selecionadas de suas cartas. Segundo o Moǰmal, teve um filho chamado Abu Alfate e vários descendentes que estiveram ativos nos séculos seguintes. Um destes, Tecate Almulque Tair, foi ministro de Ibraim (r. 1059–1099).